# حسين أباد (باغ صفا)
حسین أباد (بالفارسية: حسین‌آباد) هي قرية تقع في إيران في قسم باغ صفا الريفي. يقدر عدد سكانها بـ 429 نسمة .